# メルセデス・ベンツ L1500
メルセデス・ベンツ L1500（Mercedes-Benz L1500） は、ダイムラー・ベンツが第二次世界大戦中の1941年から1944年までにドイツ国防軍向けに製造した小型トラック、及び兵員輸送車。
消防車としても大規模に製造された。

## 概要
ダイムラー・ベンツAGは、1941年から1944年の間にL1500を約9,000台生産した。全輪駆動のL1500 Aと後輪駆動のL1500 Sの2つのモデルがあった。
1.5トンクラス兵員輸送車は、ドイツ国防軍によって8人小隊の集団用車両として使用された。シュタイアー・ダイムラー・プフの兵員輸送車（シュタイアー1500）と同様に、中統制型乗用車（Kfz.11、12、21）や重統制型乗用車（Kfz.70）の代わりに部隊に配備された。
L1500 Aは約4,900台と最も多く生産された派生型であり、主にドイツ国防軍の兵員輸送車として生産された。
残りの約4,100台のL1500 Sのうち、約3,600台は軽消防車として製造された。
コーチビルダーのエルドマン&ロッシはL1500のシャーシで2台のコンバーチブルを製造した。

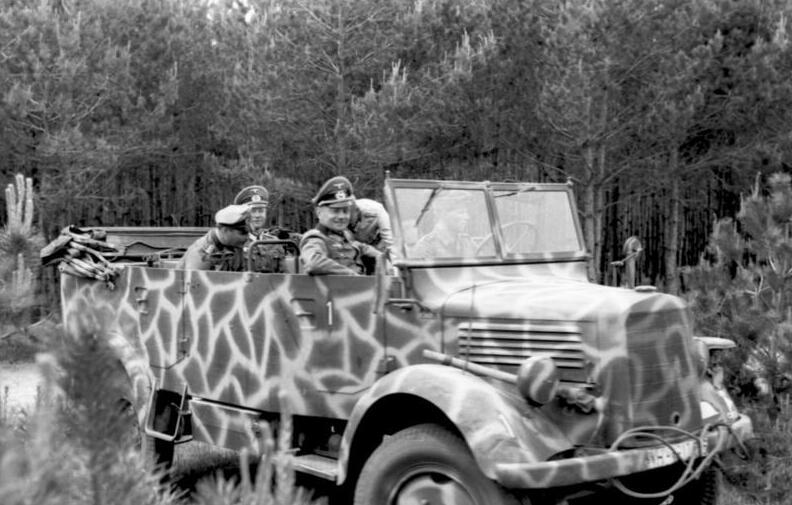
ドイツ国防軍で使われるL1500 A
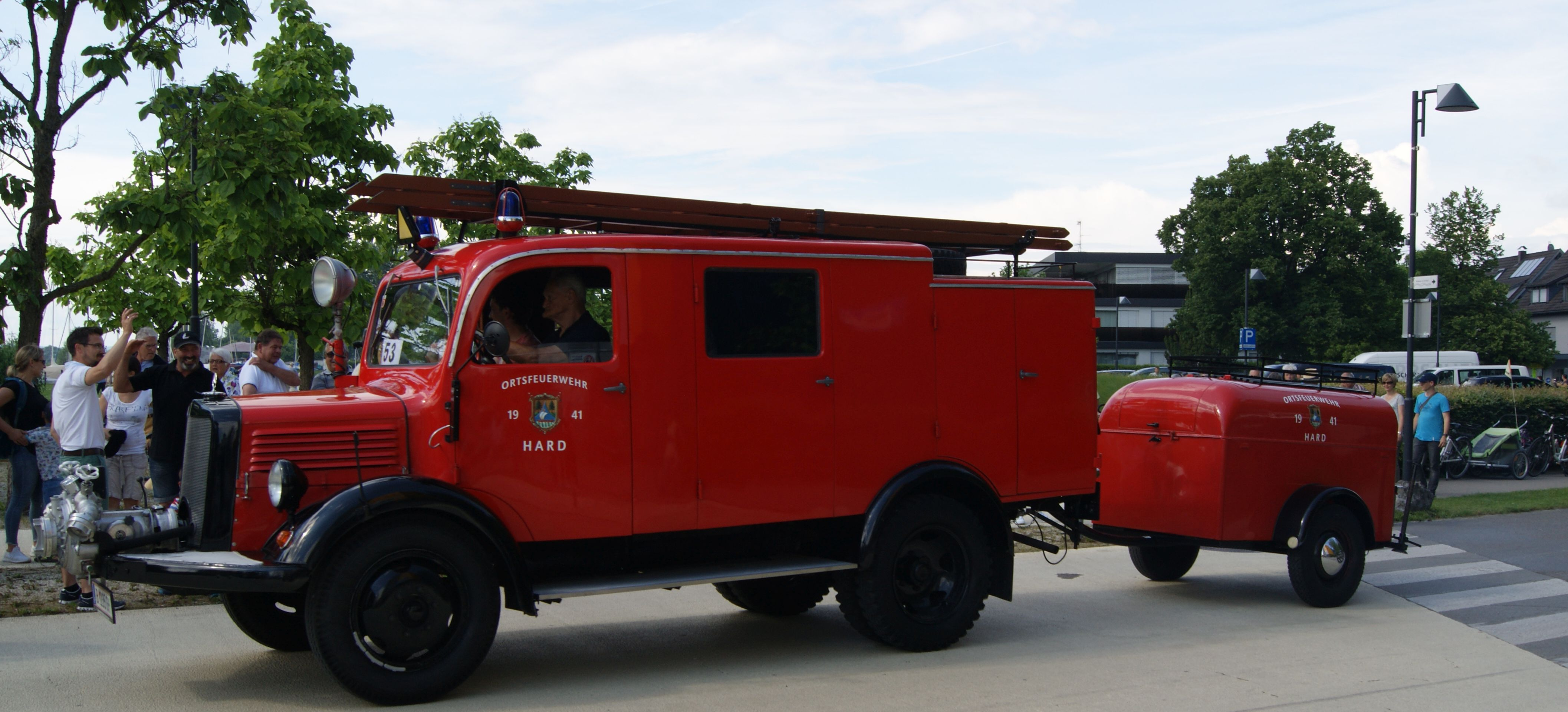
消防車仕様のL1500 S

## 詳細
L1500はペイロード1.5トンの2軸トラックがベースで、ラダーフレームの上に構築された。
エンジンはメルセデス・ベンツ M159 R6ガソリンエンジンで、排気量2.6リッターから60hp(44kW)の出力を発生した。動力は4速マニュアルトランスミッションを介して伝達され、190〜20タイヤのホイールにはドラムブレーキが付いていた。
全輪駆動のL1500 Aは、フロントアクスル、オフロードリダクション付きのトランスファーケース、より大きな最低地上高、幅広のタイヤを備えているという点でL1500 Sとは異なり、ペイロードが180kg増加した。